# Diane von Fürstenberg
Diane von Fürstenberg, geboren als Diane Simone Michelle Halfin (Brussel, 31 december 1946) is een Belgisch-Amerikaans modeontwerpster. Ze behoort tot de meest invloedrijke modeontwerpers, dankzij haar in 1974 ontworpen wikkeljurk. DvF (Diane von Fürstenberg) wordt verkocht in zo'n 70 landen. Wereldwijd zijn er zo'n 50 mono-brandstores.
Het Amerikaanse weekblad TIME nam haar op in de top 100 van de meest invloedrijke personen van 2015.

## Familie
Diane werd geboren in Brussel als kind van Joodse ouders. In 1969 trouwde ze met de Duitse prins en designer Egon von Fürstenberg (1946-2006), via zijn moeder een kleinzoon van FIAT-baas Edoardo Agnelli. In 1972 zijn ze gescheiden. Sindsdien gebruikt zij nog steeds de naam Von Fürstenberg, maar is ze haar titel 'prinses' kwijtgeraakt toen zij in 2001 opnieuw trouwde met mediamagnaat Barry Diller.
Ze is een schoonzus van Ira von Fürstenberg.
- Bibliothèque nationale de France: cb12241066s (data)
- Gemeinsame Normdatei: 120920190
- International Standard Name Identifier: 0000 0000 5510 7332
- Library of Congress Control Number: n91012209
- Nationale Bibliotheek van Letland: 000273185
- Nationale Bibliotheek van Tsjechië: xx0113699
- Nationale Bibliotheek van Israël: 987007390541805171
- Nationale Bibliotheek van Polen: a0000003716831
- Nederlandse Thesaurus van Auteursnamen: 138797838
- RKD-Nederlands Instituut voor Kunstgeschiedenis: 236295
- Istituto Centrale per il Catalogo Unico: BVEV016049
- Système universitaire de documentation: 081324553
- Union List of Artist Names: 500461125
- Virtual International Authority File: 24656443
- WorldCat: E39PBJv8CxW4YvrtfgcR3f7fv3